# Beniamin (patriarcha Konstantynopola)
Beniamin I, gr. Βενιαμίν Α' (ur. 18 stycznia 1871, zm. 17 lutego 1946) – patriarcha Konstantynopola od 18 stycznia 1936 do 17 lutego 1946.